# 特雷斯雷斯山脈

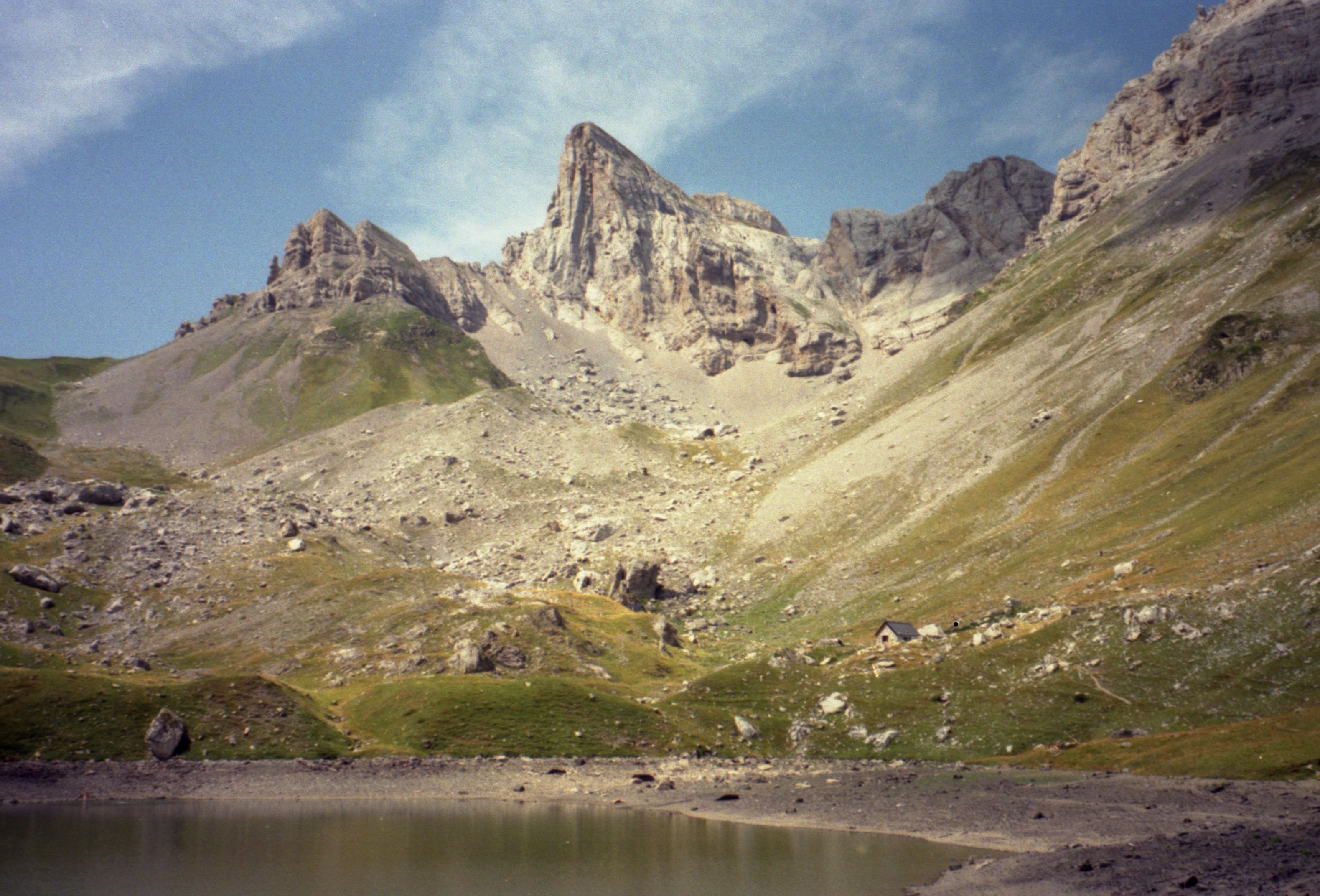

42°56′42″N 0°43′20″W / 42.94500°N 0.72222°W
特雷斯雷斯山脈（西班牙語：Mesa de los Tres Reyes），是歐洲的山脈，位於法國和西班牙北部納瓦拉自治區之間，屬於比利牛斯山的一部分，最高點海拔高度2,428米。